# Liberalismo in Europa
Il liberalismo d'Europa sostiene ampie libertà individuali e un governo costituzionalmente limitato e democraticamente responsabile, impegnato innanzitutto sul versante delle libertà civili, nonché all'attuazione di politiche finalizzate ad alleviare povertà e problematiche sociali con riforme moderate.
In campo economico si propende per un'economia mista con limitati interventi dello Stato nel solco della libera concorrenza liberista, dunque con liberalizzazioni, privatizzazioni, taglio della spesa pubblica improduttiva e delle tasse.

## Tipologie
Oggigiorno la maggioranza condivide gli obiettivi e le priorità del liberalismo conservatore, mentre una dinamica minoranza promuove significative forme di liberalismo sociale.
I partiti ispirati al liberalismo classico aderiscono tendenzialmente al Partito dell'Alleanza dei Liberali e dei Democratici per l'Europa; quelli ispirati al liberalismo sociale appartengono invece al PDE. All'interno del Parlamento europeo costituiscono il Gruppo RE.

## Opinioni e manifesti
- Le posizioni del Gruppo dell'Alleanza dei Democratici e dei Liberali per l'Europa[2] e il manifesto del Partito dell'Alleanza dei Liberali e dei Democratici per l'Europa[3].
- Il tedesco FDP[4], che è orientato maggiormente a destra, al contrario dei moderati progressisti dei LibDem[5] britannici e i Democratici 66[6] neerlandesi.
- La fondazione think tank Liberales[7] è invece sostenitrice del liberalismo classico ed orientata su posizioni centriste.
- L'organizzazione Open Society Foundations è una palese sostenitrice delle politiche di Karl Popper.
- La strategia di Lisbona dell'Unione europea è fortemente sostenuta dai liberali europei, favorevoli alla creazione di un'Europa Federale.

Le politiche in materia di liberalizzazioni si rintracciano anche nelle sezioni europee del Banca Mondiale e del Fondo Monetario Internazionale. 
Tali posizioni delineano la netta differenza delle altre ideologie con il liberalismo, che vede nello sviluppo economico come un motore per la società, mentre lo stato attua politiche di sicurezza sociale.
Gli oppositori del liberalismo definiscono sovente questo sistema darwinismo sociale.